# سيدي عبد الله أو بلعيد
سيدي عبد الله أو بلعيد هي قرية أمازيغية مغربية وجماعة قروية وسط غربي المغرب. تنتمي سيدي عبد الله أو بلعيد لإقليم سيدي إفني على الساحل الأطلسي. تضم هذه الجماعة القروية 5.233 نسمة (إحصاء رسمي 2004).